# Cantón de Saint-Leu-la-Forêt
El cantón de Saint-Leu-la-Forêt era una división administrativa francesa, que estaba situada en el departamento de Valle del Oise y la región de Isla de Francia.

## Composición
El cantón estaba formado por tres comunas:
- Montlignon
- Saint-Leu-la-Forêt
- Saint-Prix

## Supresión del cantón de Saint-Leu-la-Forêt
En aplicación del Decreto n.º 2014-168 de 17 de febrero de 2014, el cantón de Saint-Leu-la-Forêt fue suprimido el 22 de marzo de 2015 y sus 3 comunas pasaron a formar parte; dos del nuevo cantón de Domont y una del nuevo cantón de Montmorency.